# پی‌ام
پی‌ام (به هلندی: Piaam) یک منطقهٔ مسکونی در هلند است که در سودوست-فریسلان واقع شده‌است. پی‌ام ۵۰ نفر جمعیت دارد.